# Steeven Corneil
Steeven Corneil (29. prosinca 1995.) je rukometaš iz Demokratske Republike Kongo. Nastupa za francuski klub Angers SCO i rukometnu reprezentaciju Demokratske Republike Kongo.
Natjecao se na Svjetskom prvenstvu u Egiptu 2021., gdje je reprezentacija DR Konga završila na 28. mjestu.